# Раффлз, Стэмфорд
Сэр Томас Стэмфорд Бингли Раффлз (англ. Sir Thomas Stamford Bingley Raffles, 5 июля 1781 года — 5 июля 1826 года) — британский колониальный администратор, один из наиболее известных «отцов» Британской империи, основатель современного Сингапура. Во время Наполеоновских войн организовал захват англичанами острова Ява. Известен также как эрудит-востоковед, знаток истории и культуры Нусантары, автор 2-томной «Истории Явы».

## Биография
Раффлз родился на борту корабля «Энн» недалеко от побережья Порт-Моранта, Ямайка. Его отцом был капитан Бенджамин Раффлз. Мать — голландка. Его отец был участником карибской работорговли и умер внезапно, когда Раффлзу было 14 лет. Он оставил своей семье кучу долгов. Раффлз начал работать в Лондоне клерком Британской Ост-Индской компании, созданной для торговли с Востоком.
В 1805 году он был послан в нынешний Пинанг (Малайзия), называвшийся тогда островом Принца Уэльского и только что ставший четвёртым президентством Индии. Именно тогда и началась его долгая связь с Юго-Восточной Азией. Он начал службу под началом губернатора Филиппа Дундаса (англ. Philip Dundas). 
В бытность секретарем губернатора Пинанга (1805) женился на Оливии Девениш, вдове Якова Фалкорта, военного врача из Мадраса, который умер в 1800 году. В то же самое время Раффлз познакомился с Томасом Траверсом, который стал его «правой рукой».
Хорошее знание малайского языка помогло ему заручиться благосклонностью лорда Минто, генерал-губернатора Индии, и в 1810 году Раффлз был послан в Малакку. Именно тогда в его штат попал Абдуллах Бин Абдулкадир Мунши, первый малайский писатель-просветитель, оставивший очень теплые воспоминания о своем патроне.
Затем, в 1811 году, после вторжения наполеоновских войск в Голландию, Раффлз был вынужден покинуть Малакку. Он организовал военную экспедицию против голландцев и французов на остров Яву (Индонезия). Кампания закончилась быстро под предводительством адмирала Роберта Стопфорда, генерала Вэтерхолла и полковника Гильспайра, которые возглавляли хорошо организованную армию против французской армии, состоящей из неопытных новобранцев. Предыдущий голландский губернатор Данделс построил хорошо защищённую крепость в Мистер Корнелис (ныне Джатинегара), и губернатор, занимавший в тот период эту должность, Ян Виллем Янссенс (который ранее сдал британцам Капскую колонию), вёл храбрую, но совершенно бесполезную оборону крепости. Британцы, возглавляемые полковником Гильспайром, захватили крепость за три часа. Янссенс попытался бежать с острова, но попал в плен. Британское вторжение на Яву длилось 45 дней, в течение которых Раффлз был назначен лордом Минто лейтенант-губернатором до того, как военные действия были прекращены. Он сделал своей резиденцией Бейтензорг, оставив при этом многих служащих-голландцев в структуре управления. Раффлз также вёл переговоры о мире и возглавлял некоторые малые экспедиции, направленные против местных князьков для подчинения их Великобритании. Он же участвовал во взятии острова Бангка для установки постоянного британского присутствия в регионе на случай возвращения Явы под власть голландской короны после окончания Наполеоновских войн.
В течение своего губернаторства Раффлз ввёл частичное самоуправление, прекратившее работорговлю (давно ставшую конкурентом торговле опиумом). Он установил строгие ограничения на их ввоз во многом из-за тревоги Калькутты, возглавлял экспедиции, направленные на повторное открытие и возрождение Боробудура и других древних памятников. Он восстановил голландскую сельскохозяйственную систему и урегулировал земельное управление, возможно под влиянием ранних документов Дирка ван Хогендорпа (1761—1822). Он также ввёл в голландских колониях левостороннее движение, которое сохранилось до наших дней. 26 ноября 1814 года из-за сурового климата острова умерла Оливия. Это опустошающе повлияло на Раффлза.
В 1815 году после возвращения Явы Голландии в результате англо-голландского соглашения 1814 года Раффлз вернулся в Англию. Он был официально смещён Джоном Фендаллом из-за скудного финансирования колонии в период правления его администрации, как считалось, преемниками лорда Минто в Калькутте. Он отплыл в Англию в начале 1816 года для того, чтобы вернуть себе доброе имя. По пути во время остановки на острове Святой Елены Раффлз посетил Наполеона, но посчитал эту встречу неприятной и невпечатляющей. 
В 1817 году был посвящён в рыцари (титул сэр) принцем-регентом Георгом IV, чья дочь, принцесса Шарлотта Августа Уэльская была очень близка к Раффлзу. Его приняли в Лондонское королевское общество. 22 февраля 1817 года Раффлз женился во второй раз на Софии Халл. 
Осенью того же года (15 октября) Раффлз был назначен на пост генерал-губернатора Бенкулена (ныне Бенгкулу). На этом посту он оставался в течение шести лет. Вместе с ним в Юго-Восточную Азию последовала и молодая супруга. Экспедиция под руководством Раффлза 28 января 1819 года высадилась на о. Сингапур. Раффлз быстро оценил географическое и стратегическое положение острова, входившего в то время в состав султаната Риау-Джохор, вассала Нидерландов. Фактическая власть на острове принадлежала туменггунгу Джохора, который за крупное вознаграждение разрешил англичанам создать на острове английскую факторию. В феврале 1819 года ставленник Раффлза султан Хуссейн-шах подписал с ним договор, подтверждавший права англичан на Сингапур.
Томас и София Раффлз вернулись в Англию 22 августа 1824 года. В 1825 году он с единомышленниками организовал Лондонское зоологическое общество, которое, по его замыслу, должно было конкурировать со знаменитым Ботаническим садом в Париже. Раффлз стал его первым президентом. Также стоял у истоков Лондонского зоопарка. Утром 5 июля 1826 года, в свой 45-й день рождения, он скончался от опухоли головного мозга. Похороны в приходской церкви Хендона были скромными. В 1887 году тело Раффлза было перезахоронено в Вестминстерском аббатстве.

## Раффлз как учёный
В период губернаторства на Яве возродил и возглавил деятельность  Батавского общества искусств и наук, привлекал к его работе наиболее образованных аристократов острова. Заложил основы политики по охране исторических памятников. По его указанию, в частности, была произведена расчистка и обмер древних руин Прамбанана и Боробудура. Собрал ценную коллекцию образцов малайской литературы, которая была передана в дар Королевскому азиатскому обществу и хранится в его библиотеке. Первый переводчик и публикатор большого числа эпиграфики на древнеяванском языке кави. Вершиной его научной и популяризаторской деятельности считается изданная в 1817 двухтомная «История Явы», где приводятся данные о географии, демографии, экономике и истории яванских княжеств с древнейших времен, а также о культуре, религии и быте яванцев.

## Память
В честь Раффлза английский ботаник Роберт Броун в 1821 году назвал род растений Rafflesia (Раффлезия), открытых в 1818 году на Суматре во время экспедиции в Бенкулене, которую возглавлял Раффлз и в которой участвовал доктор Арнольд (отсюда название цветка Rafflesia arnoldii); цветки некоторых видов этого рода могут достигать одного метра в диаметре и весить более 10 кг. Аборигены тогда посчитали, что найденный огромный цветок-паразит предвещает беду. Их опасения оправдались: доктор Арнольд вскоре скончался от лихорадки, и один за другим от неё же умерли четверо детей Раффлза.
В честь Раффлза было названо также несколько видов растений (большей частью имеющих отношение к Юго-Восточной Азии). Среди них:
- Alpinia rafflesiana — Альпиния Раффлза
- Dischidia rafflesiana
- Nepenthes rafflesiana — Непентес Раффлза,

а также род растений Раффлезия семейства Раффлезиевые.
Имя Раффлза в Сингапуре носят гостиница (Раффлз-отель), сингапурская арт-компания (Raffian Art), финансовый и торговый центр (Raffles City), больница (Raffles Hospital). В Сингапуре слово «Раффлз» также ассоциируется с вещами класса «Люкс» (места первого класса в самолётах сингапурской авиакомпании).